# حسین‌آباد (بوئین‌زهرا)
حسین‌آباد، روستایی از توابع بخش مرکزی شهرستان بوئین‌زهرا در استان قزوین ایران است. از سوغاتی‌های آن به پسته و بادام و… اشاره کرد. حسین‌آباد جایگاه‌های زیارتی مانند امامزاده سید ابراهیم و مسجد امیرالمؤمنین دارد.

## جمعیت
این روستا در دهستان زهرای بالا قرار دارد و براساس سرشماری مرکز آمار ایران سرشماری عمومی نفوس و مسکن (۱۴۰۰)، جمعیت آن ۱٬۶۱۹ نفر (۲۸۴خانوار) بوده است.